# Marquesado de Colomo
El marquesado de Colomo es un título nobiliario español creado el 21 de septiembre de 1711 por el Archiduque Carlos de Austria, (pretendiente al trono español frente a Felipe V), a favor de Ceferino Agustín Colomo y Gil-Sanz.
Este título fue rehabilitado por el rey Alfonso XIII en 16 de diciembre de 1922, «a segundo titular», a favor de María del Pilar Ussía y Díez de Ulzurrun, más tarde III marquesa de Aldama.

## Marqueses de Colomo
|                                       | Titular                                  | Periodo                               |
| Creación Archiduque Carlos de Austria | Creación Archiduque Carlos de Austria    | Creación Archiduque Carlos de Austria |
| ------------------------------------- | ---------------------------------------- | ------------------------------------- |
| I                                     | Ceferino Agustín Colomo y Gil-Sanz       | 1711- ?                               |
| Rehabilitación por Alfonso XIII       |                                          |                                       |
| II                                    | María del Pilar Ussía y Díez de Ulzurrun | 1922-1969                             |
| III                                   | Juan Bautista de Castillejo y Ussía      | 1969-1973                             |
| IV                                    | Casilda de Castillejo y de Oriol         | 1975-actual titular                   |

## Historia de los marqueses de Colomo
- Ceferino Agustín Colomo y Gil-Sanz, I marqués de Colomo.

Rehabilitado en 1922 por
- María del Pilar Ussía y Díez de Ulzurrun (n. 1905), II marquesa de Colomo y III marquesa de Aldama,[2] concesionaria de la grandeza de España otorgada en 1922 a este título, hija de Francisco de Ussía y Cubas, II marqués de Aldama, y de María de los Dolores Díez de Ulzurrun y Alonso-Colmenares.[2]

El 10 de diciembre de 1923 se casó con José María Castillejo y Wall (1895-25 de enero de 1962), V conde de Floridablanca, II duque de San Miguel (por rehabilitación en 1948), X  marqués de Mejorada del Campo, X Marqués de Hinojares, dos veces grande de España, ingeniero de caminos, canales y puertos, caballero de las Órdenes de Santiago y Malta, maestrante de Granada. Le sucedió, en 1969, su hijo:
- Juan Bautista Castillejo y Ussía (2 de noviembre de 1926-17 de diciembre de 1973), III marqués de Colomo, VI conde de Floridablanca,[3] III duque de San Miguel (desde 1956), XI marqués de Mejorada del Campo, X de la Cañada y XI de Hinojares,[4] dos veces grande de España.

Casó con María de Oriol e Ybarra (Sevilla, 13 de febrero de 1937-Santiago de la Ribera, 3 de septiembre de 1970), hija de José María de Oriol y Urquijo, marqués de Casa Oriol, procurador en Cortes, alcalde de Bilbao, presidente de Hidrola y de Talgo, vicepresidente de Fenosa, consejero del Banesto, etc., gran cruz al Mérito Civil y académico de Ciencias Morales, y de María de Gracia de Ybarra y Lasso de la Vega, su mujer, de los condes de Ybarra. Le sucedió, en 1975, su hija:
- Casilda de la Soledad Castillejo y de Oriol (n. 31 de marzo de 1961), IV marquesa de Colomo.[4][5]

Casó con José Eduardo Serra y Arias (n. Sevilla, el 14 de enero de 1955), hijo de Carlos Serra Vázquez, descendiente del marqués de San José de Serra, y de María del Rosario Arias de Solís, padres de Casilda (n. 1986) y Juan Serra y Castillejo (n. 1988).